# The Blade of Blackpoole
Cet article possède un paronyme, voir The Blade (homonymie).
The Blade of Blackpoole est un jeu vidéo d’aventure développé par Tim Wilson et publié par Sirius Software en 1982 sur Apple II avant d’être porté sur Atari 8-bit et Commodore 64. Le jeu se déroule dans un univers médiéval-fantastique. Le joueur est chargé de retrouver une épée magique, cachée dans une pièce secrète située sous un lac, puis de la replacer sur l’autel où elle a été dérobée. L’aventure débute sur les bords d’un autre lac, près duquel se trouve une taverne dans laquelle le joueur peut acheter le matériel nécessaire à la réussite de sa quête, dans les limites imposées par la quantité d’or dont il dispose et par la taille de son inventaire, qui ne peut pas contenir plus de six objets. Le jeu est une aventure graphique dans la lignée de ceux de Sierra On-Line. La partie supérieure de l’écran est occupés par une image représentant le lieu où se trouve le joueur. En bas de l’écran est affichée une description du lieu,. Une interface en ligne de commande permet au joueur de décrire les actions qu’il souhaite réaliser, en un ou plusieurs mots